# Jacques Maghoma
Jacques Maghoma, né le 23 octobre 1987 à Lubumbashi en République démocratique du Congo, est un ancien footballeur international congolais. Il est le grand frère de Paris Maghoma (en).

## En sélection
Depuis 2015 Maghoma fait partie des pions important de l'effectif de Florent Ibenge.
Il dispute sa première Coupe d'Afrique des nations de football en janvier 2017.

## Distinctions personnelles
- Membre de l'équipe type de D4 anglaise en 2013.

## Galerie

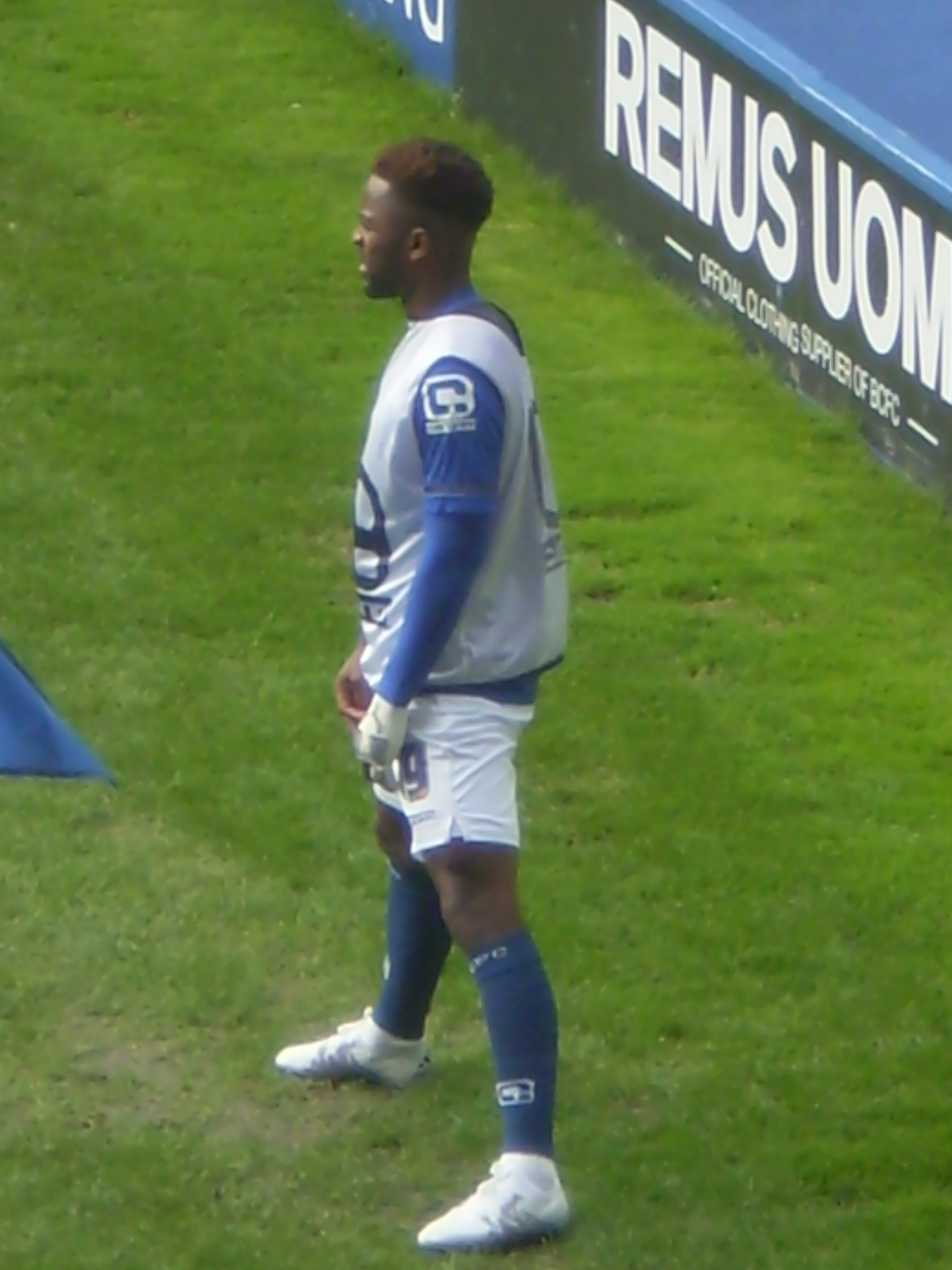
Jacques Maghoma en septembre 2015.
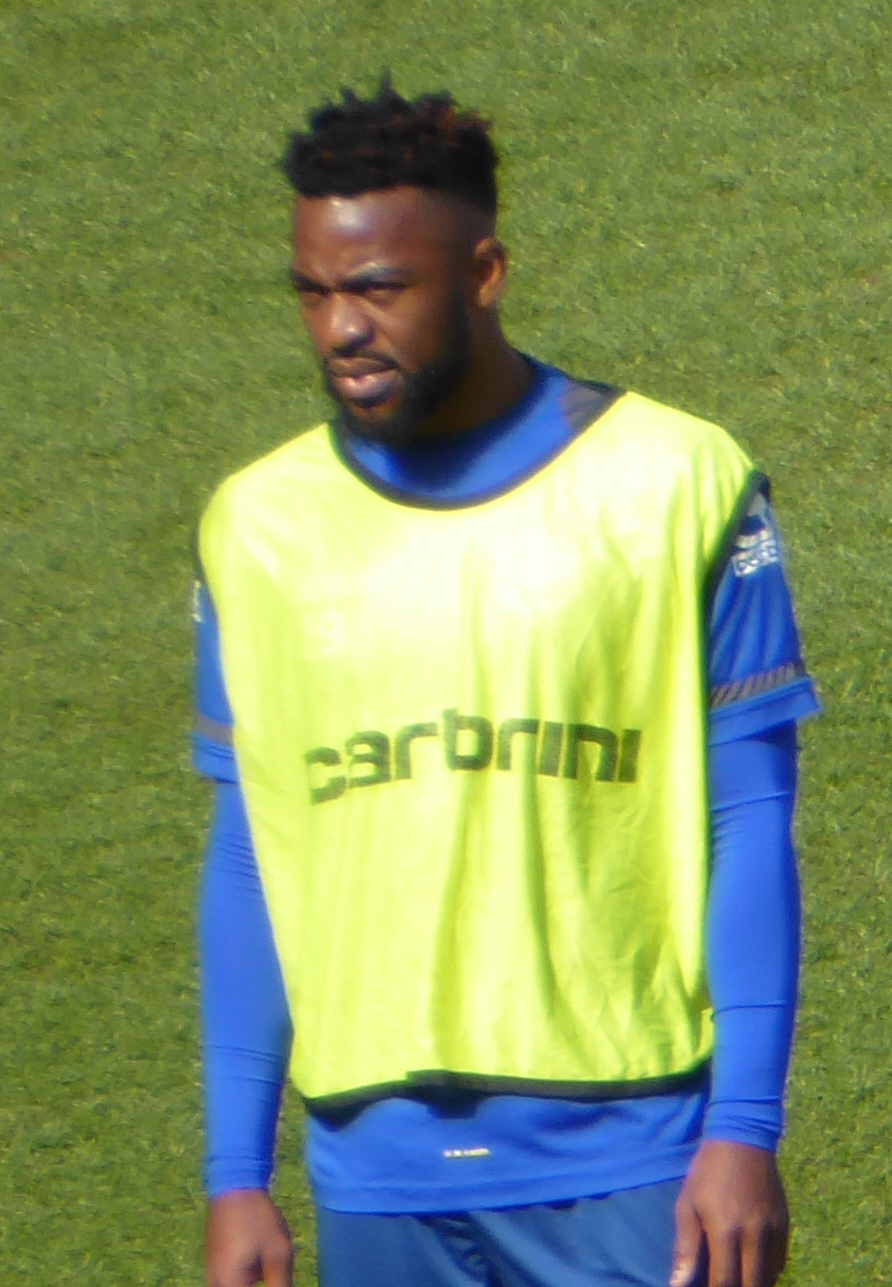
Jacques Maghoma en avril 2016.